# HD 103197
HD 103197 är en ensam stjärna belägen i den mellersta delen av stjärnbilden Kentauren. Den har en skenbar magnitud av ca 9,41 och kräver åtminstone en stark handkikare eller ett mindre teleskop för att kunna observeras. Baserat på parallaxmätning inom Hipparcosuppdraget på ca 18,8 mas, beräknas den befinna sig på ett avstånd på ca 170 ljusår (ca 53 parsek) från solen. Den rör sig närmare solen med en heliocentrisk radialhastighet på ca –4,3 km/s.

## Egenskaper
HD 103197 är en orange till gul stjärna i huvudserien av spektralklass K1 Vp. Den har en massa som är ca 0,8 solmassor, en radie som är ca 0,8 solradier och har ca 0,5 gånger solens utstrålning av energi från dess fotosfär vid en effektiv temperatur av ca 5 100 K.

## Planetsystem
År 2009 upptäcktes en exoplanet av typen gasjätte i omloppsbana kring stjärnan.  
| Planet | Massa          | Halv storaxel (AE) | Siderisk omloppstid (d) | Excentricitet | Inklination | Radie |
| ------ | -------------- | ------------------ | ----------------------- | ------------- | ----------- | ----- |
| b      | ≥31,2 ± 2,0 MT | 0,249 ± 0,004      | 47,84 ± 0,03            | 0,0 (fast)    | -           | -     |